# NADP-retinol dehidrogenaza
NADP-retinol dehidrogenaza (EC 1.1.1.300, all-trans retinalna reduktaza, all-trans-retinolna dehidrogenaza, NADP(H)-zavisna retinolna dehidrogenaza/reduktaza, RDH11, RDH12, RDH13, RDH14, retinolna dehidrogenaza 12, retinolna dehidrogenaza 14, retinolna dehidrogenaza (+), RalR1, PSDR1) je enzim sa sistematskim imenom retinol:NADP+ oksidoreduktaza. Ovaj enzim katalizuje sledeću hemijsku reakciju
retinol + NADP+ {\displaystyle \rightleftharpoons } retinal + NADPH + H+
Ovaj enzim ima veću katalitičku efikasnost u reduktivnom smeru. Ta činjenica, i enzimska lokalizacija na ulazu u mitohondrijalni matriks, sugerišu da je njegova funkcija zaštita mitohondrija protiv oksidativnnog stresa vezanog za visoko reaktivni retinal formiran iz dijetarnog beta-karotena dejstvom EC 1.14.99.36 (beta-karoten 15,15'-monooksigenaza). Km-vrednosti za NADP+ i NADPH su najmanje 800-puta niže od onih za NAD+ i NADH. Ovaj enzim se razlikuje od EC 1.1.1.105, retinolne dehidrogenaza, koja preferira NAD+ i NADH. 

## Literatura
- Nicholas C. Price; Lewis Stevens (1999). Fundamentals of Enzymology: The Cell and Molecular Biology of Catalytic Proteins (Third изд.). USA: Oxford University Press. ISBN 019850229X.
- Eric J. Toone (2006). Advances in Enzymology and Related Areas of Molecular Biology, Protein Evolution (Volume 75 изд.). Wiley-Interscience. ISBN 0471205036.
- Branden C; Tooze J. Introduction to Protein Structure. New York, NY: Garland Publishing. ISBN 0-8153-2305-0.
- Irwin H. Segel. Enzyme Kinetics: Behavior and Analysis of Rapid Equilibrium and Steady-State Enzyme Systems (Book 44 изд.). Wiley Classics Library. ISBN 0471303097.
- William P. Jencks (1987). Catalysis in Chemistry and Enzymology. Dover Publications. ISBN 0486654605.

## Spoljašnje veze
- NADP-retinol+dehydrogenase на 